# Ariadna (aranya)
|  | Per a altres significats, vegeu «Ariadna». |

Ariadna és un gènere d'aranyes araneomorfes de la família dels segèstrids (Segestriidae). Fou descrit per primera vegada l'any 1826 per Victor Audouin.
La seva distribució és molt àmplia, i es troben arreu del món, amb l'excepció dels pols i en alguns deserts. Aquest gènere és conegut ja des del Cretaci amb diverses espècies fòssils. Entre les aranyes araneomorfes, aquest és un dels gèneres més antics.

## Taxonomia
Segons el World Spider Catalog amb data de 7 de gener de 2019, Segestria té reconegudes les següents 107 espècies:
- Ariadna abrilae Grismado, 2008
- Ariadna algarvensis Wunderlich, 2011
- Ariadna araucana Grismado, 2008
- Ariadna arthuri Petrunkevitch, 1926
- Ariadna aurea Giroti & Brescovit, 2018
- Ariadna barbigera Simon, 1905
- Ariadna bellatoria Dalmas, 1917
- Ariadna bicolor (Hentz, 1842)
- Ariadna bilineata Purcell, 1904
- Ariadna boesenbergi Keyserling, 1877
- Ariadna boliviana Simon, 1907
- Ariadna brevispina Caporiacco, 1947
- Ariadna brignolii Wunderlich, 2011
- Ariadna burchelli (Hogg, 1900)
- Ariadna caerulea Keyserling, 1877
- Ariadna calilegua Grismado, 2008
- Ariadna canariensis Wunderlich, 1995
- Ariadna caparao Giroti & Brescovit, 2018
- Ariadna capensis Purcell, 1904
- Ariadna cephalotes Simon, 1907
- Ariadna changellkuk Grismado, 2008
- Ariadna chhotae Siliwal & Yadav, 2017
- Ariadna clavata Marsh, Baehr, Glatz & Framenau, 2018
- Ariadna comata O. Pickard-Cambridge, 1898
- Ariadna corticola Lawrence, 1952
- Ariadna crassipalpa (Blackwall, 1863)
- Ariadna cyprusensis Wunderlich, 2011
- Ariadna daweiensis Yin, Xu & Bao, 2002
- Ariadna decatetracantha Main, 1954
- Ariadna dentigera Purcell, 1904
- Ariadna dissimilis Berland, 1924
- Ariadna dysderina L. Koch, 1873
- Ariadna elaphra Wang, 1993
- Ariadna europaensis Wunderlich, 2011
- Ariadna exuviaque Wunderlich, 2011
- Ariadna gallica Wunderlich, 2012
- Ariadna gaucha Giroti & Brescovit, 2018
- Ariadna gryllotalpa (Purcell, 1904)
- Ariadna hottentotta Purcell, 1908
- Ariadna inops Wunderlich, 2011
- Ariadna insidiatrix Audouin, 1826
- Ariadna insularis Purcell, 1908
- Ariadna insulicola Yaginuma, 1967
- Ariadna ionica O. Pickard-Cambridge, 1873
- Ariadna ipojuca Giroti & Brescovit, 2018
- Ariadna isthmica Beatty, 1970
- Ariadna javana Kulczyński, 1911
- Ariadna jubata Purcell, 1904
- Ariadna karrooica Purcell, 1904
- Ariadna kibonotensis Tullgren, 1910
- Ariadna kisanganensis Benoit, 1974
- Ariadna kiwirrkurra Baehr & Whyte, 2016
- Ariadna kolbei Purcell, 1904
- Ariadna laeta Thorell, 1899
- Ariadna lalen Giroti & Brescovit, 2018
- Ariadna lateralis Karsch, 1881
- Ariadna lebronneci Berland, 1933
- Ariadna lemosi Giroti & Brescovit, 2018
- Ariadna levii Grismado, 2008
- Ariadna levyi Wunderlich, 2011
- Ariadna lightfooti Purcell, 1904
- Ariadna maderiana Warburton, 1892
- Ariadna major Hickman, 1929
- Ariadna maroccana Wunderlich, 2011
- Ariadna masculina Lawrence, 1928
- Ariadna maxima (Nicolet, 1849)
- Ariadna mbalensis Lessert, 1933
- Ariadna meruensis Tullgren, 1910
- Ariadna mollis (Holmberg, 1876)
- Ariadna molur Siliwal & Yadav, 2017
- Ariadna montana Rainbow, 1920
- Ariadna monticola Thorell, 1897
- Ariadna multispinosa Bryant, 1948
- Ariadna muscosa Hickman, 1929
- Ariadna natalis Pocock, 1900
- Ariadna nebulosa Simon, 1906
- Ariadna neocaledonica Berland, 1924
- Ariadna obscura (Blackwall, 1858)
- Ariadna octospinata (Lamb, 1911)
- Ariadna oreades Simon, 1906
- Ariadna papuana Kulczyński, 1911
- Ariadna pectinella Strand, 1913
- Ariadna pelia Wang, 1993
- Ariadna perkinsi Simon, 1900
- Ariadna pilifera O. Pickard-Cambridge, 1898
- Ariadna pulchripes Purcell, 1908
- Ariadna rapinatrix Thorell, 1899
- Ariadna reginae Giroti & Brescovit, 2018
- Ariadna ruwenzorica Strand, 1913
- Ariadna sansibarica Strand, 1907
- Ariadna scabripes Purcell, 1904
- Ariadna segestrioides Purcell, 1904
- Ariadna segmentata Simon, 1893
- Ariadna septemcincta (Urquhart, 1891)
- Ariadna similis Purcell, 1908
- Ariadna snellemanni (van Hasselt, 1882)
- Ariadna tangara Marsh, Baehr, Glatz & Framenau, 2018
- Ariadna taprobanica Simon, 1906
- Ariadna tarsalis Banks, 1902
- Ariadna thyrianthina Simon, 1908
- Ariadna tovarensis Simon, 1893
- Ariadna ubajara Giroti & Brescovit, 2018
- Ariadna umtalica Purcell, 1904
- Ariadna ustulata Simon, 1898
- Ariadna vansda Siliwal, Yadav & Kumar, 2017
- Ariadna viridis Strand, 1906
- Ariadna weaveri Beatty, 1970

### Fòssils
Segons el World Spider Catalog versió 19.0 (2018), existeixen les següents espècies fòssils:
- †Ariadna copalis Wunderlich, 2008
- †Ariadna defuncta Wunderlich 2004
- †Ariadna hintzei Wunderlich, 2004
- †Ariadna ovalis Wunderlich, 2008
- †Ariadna parva Wunderlich, 2008
- †Ariadna paucispinosa Wunderlich, 1988
- †Ariadna resinae Hickman, 1957